# День бесплатных комиксов

Официальный логотип Дня бесплатных комиксов

День бесплатных комиксов (англ. Free Comic Book Day) — ежегодное промо-мероприятие, проводящееся индустрией комиксов с целью привлечения новых читателей в независимые магазины комиксов. Идея создания мероприятия принадлежит Джо Филду, владельцу Flying Colors Comics в Конкорде, который предложил её в выпуске журнала Comics & Games Retailer за август 2001 года. Первый День бесплатных комиксов прошёл 4 мая 2002 года и с тех пор ежегодно проводится в первую субботу мая. Координатором мероприятия является Diamond Comic Distributors.
Первый День бесплатных комиксов в России прошёл 11 мая 2019 года, и с 2020 проводится в период с августа по сентябрь на протяжении четырёх уик-эндов. Координатором мероприятия выступает издательство «Комильфо».

## Описание
В День бесплатных комиксов участвующие в акции магазины бесплатно раздают всем желающим специально выпущенные для мероприятия комиксы, а также предлагают старые выпуски по заниженным ценам. Однако, сами продавцы не получают комиксы от издательств бесплатно: они платят от 12 до 50 центов за каждый. В дополнение к комиксам некоторые магазины раздают и другую продукцию, в том числе мини-постеры, брелоки, кольца Зелёных Фонарей и т. д.
За первые шесть лет существования мероприятия более 2000 магазинов в более 30 странах раздали приблизительно 12 миллионов бесплатных комиксов. Многие участники акции соглашаются с тем, что День бесплатных комиксов помогает росту комикс-индустрии и способствует продажам комиксов.
В России День бесплатных комиксов проходит с 2019 года. За это время было роздано свыше 50 тыс. комиксов от лидеров комикс-индустрии и блогеров. В 2019 году мероприятие проходило во вторую субботу мая, но с 2020 года организаторы приняли решение растянуть праздник комиксов на четыре уик-энда, превратив его, по сути, в целый месяц бесплатных комиксов. В дни проведения акции в различных магазинах комиксов проходят комикс-квизы, лотереи, розыгрыши и автограф-сессии с известными авторами и художниками комиксов, а также звёздами ютуба и киноиндустрии. Организатором Дня бесплатного комикса в России является директор издательства комиксов «Комильфо» Михаил Богданов.
Мероприятие активно поддерживают магазины «Двадцать восьмой» (28oi.ru), «Чук и Гик», Geek Trip, издательства BUBBLE, «КомФедерация», «Рамона», «Зодиак», «Комильфо», «Альпака», блогеры Сыендук, Руслан Хубиев, Оптимисстер, Фёдор Комикс, Лина Килевая, Асинастра, Qewbite, а также авторы комиксов Виталий Терлецкий, Koro, Роман Котков и многие другие.